# Pușcași (gmina)
Pușcași – gmina w Rumunii, w okręgu Vaslui. Obejmuje miejscowości Poiana lui Alexa, Pușcași, Teișoru
i Valea Târgului. W 2011 roku liczyła 3328 mieszkańców.